# Мюнье, Спенсер
Спенсе́р Мюнье́ (фр. Spencer Mugnier; род. 1 декабря 1972, Шамони-Мон-Блан) — французский кёрлингист.
Участник зимних Олимпийских игр 2002 года, где мужская команда Франции заняла десятое место.

## Достижения
- Чемпионат мира по кёрлингу среди юниоров: серебро (1992), бронза (1993).
- Чемпионат Франции по кёрлингу среди юниоров: золото (1991, 1992).[2]

- Почётный приз Collie Campbell Memorial Award (вручается кёрлингисту, который показывает наилучший уровень игры в кёрлинг и наилучшим образом демонстрирует «дух кёрлинга»): 2001.

## Команды
| Сезон   | Четвёртый         | Третий         | Второй          | Первый         | Запасной                                                | Турниры                             |
| ------- | ----------------- | -------------- | --------------- | -------------- | ------------------------------------------------------- | ----------------------------------- |
| 1989—90 | Жан Анри Дюкро    | Спенсер Мюнье  | Sylvain Ducroz  | Тома Дюфур     |                                                         | ЧМЮ 1990 (9 место)                  |
| 1990—91 | Жан Анри Дюкро    | Спенсер Мюнье  | Sylvain Ducroz  | Тома Дюфур     | Филипп Ко                                               | ЧМЮ 1991 (9 место)                  |
| 1991—92 | Жан Анри Дюкро    | Спенсер Мюнье  | Sylvain Ducroz  | Тома Дюфур     | Филипп Ко                                               | ЧМЮ 1992                            |
| 1991—92 | Тьерри Мерсье     | Кристоф Боан   | Спенсер Мюнье   | Жерар Равелло  |                                                         | ЧМ 1992 (10 место)                  |
| 1992—93 | Спенсер Мюнье     | Тома Дюфур     | Sylvain Ducroz  | Филипп Ко      | Сирил Прюне                                             | ЧМЮ 1993                            |
| 1993—94 | Спенсер Мюнье     | Тома Дюфур     | Sylvain Ducroz  | Филипп Ко      | Сирил Прюне                                             | ЧМЮ 1994 (7 место)                  |
| 1995—96 | Жан Анри Дюкро    | Спенсер Мюнье  | Даниэль Козетто | Тома Дюфур     | Лионель Турнье тренер: Патрик Филипп                    | ЧЕ 1995 (8 место)                   |
| 1996—97 | Жан Анри Дюкро    | Спенсер Мюнье  | Тома Дюфур      | Лионель Турнье | Сирил Прюне                                             | ЧЕ 1996 (13 место)                  |
| 1997—98 | Жан Анри Дюкро    | Спенсер Мюнье  | Тома Дюфур      | Сирил Прюне    | Лионель Турнье тренер: Raymond Ducroz                   | ЧЕ 1997 (11 место)                  |
| 1998—99 | Жан Анри Дюкро    | Спенсер Мюнье  | Тома Дюфур      | Лионель Турнье | Сирил Прюне тренер: Maurice Dupont-Roc, Андре Дюпон-Рок | ЧЕ 1998 (13 место)                  |
| 2000—01 | Доминик Дюпон-Рок | Жан Анри Дюкро | Тома Дюфур      | Спенсер Мюнье  | Филипп Ко тренер: Бруно-Дени Дюбуа                      | ЧЕ 2000 (7 место) ЧМ 2001 (6 место) |
| 2001—02 | Доминик Дюпон-Рок | Жан Анри Дюкро | Тома Дюфур      | Спенсер Мюнье  | Филипп Ко                                               | ЗОИ 2002 (10 место)                 |
| 2002—03 | Доминик Дюпон-Рок | Жан Анри Дюкро | Спенсер Мюнье   | Филипп Ко      | Жюльен Шарле                                            | ЧЕ 2002 (9 место)                   |

(скипы выделены полужирным шрифтом)